# Apterogryllus kimberleyanus
Apterogryllus kimberleyanus is een rechtvleugelig insect uit de familie krekels (Gryllidae). De wetenschappelijke naam van deze soort is voor het eerst geldig gepubliceerd in 1989 door Baehr.